# 정은경
정은경(鄭銀敬, 1965년 7월 9일~)은 대한민국의 의사, 공무원이다. 초대 질병관리청장으로서 코로나19 범유행에 대처하였다.

## 생애
1965년 전라남도 광주시에서 태어났다. 서울대학교 의과대학에서 학사학위, 보건학 석사학위, 예방의학 박사학위를 받고, 1995년 국립보건원 연구관 특채로 공직을 시작했다. 보건복지부 응급의료과장, 질병관리본부 만성질환관리과장, 질병관리본부 질병예방센터장, 2016년 1월부터 2017월 7월까지 질병관리본부 긴급상황센터장에 재직하였다. 중동호흡기증후군(MERS) 사태 당시 중앙 현장 점검반장을 맡았었다.
2017년 7월부터 2020년 9월까지 질병관리본부장으로 있다가 2020년 9월 질병관리본부가 질병관리청으로 승격됨에 따라 초대 질병관리청장 및 중앙방역대책본부장을 2022년 5월까지 지냈다. 2020년에 BBC 올해의 여성 100인, 타임 세계에서 가장 영향력 있는 100인에 선정되기도 하였다.
이후 2022년 10월부터 2023년 8월 분당서울대학교병원 감염병정책연구위원으로 활동했다가 2023년 9월 1일부터 서울대학교 의과대학 교수 및 서울대학교병원 가정의학과 임상교수로 임용되었다.
2025년 4월 29일, SBS의 단독 보도에 따르면 30일 출범할 예정인 이재명 21대 대선 후보 선거대책위원회의 총괄선대위원단 중 1명이라고 한다.

## 학력
- 전남여자고등학교 졸업[2]
- 서울대학교 의과대학 의학 학사
- 서울대학교 보건대학원 보건학 석사
- 서울대학교 의과대학원 의학 박사

## 경력
- 1989년 3월~1992년 2월: 서울대학교병원 가정의학과 레지던트
- 1992년 3월~1993년 2월: 서울대학교병원 가정의학과 임상강사
- 1994년 1월~1996년 8월: 경기도 양주군 보건소 지방의무사무관
- 1996년 8월~1998년 5월: 경기도 구리시 보건소 지방의무사무관
- 1998년 5월~1998년 12월: 보건복지부 국립보건원 훈련부 역학담당관실 보건연구관
- 1999년 1월~2000년 7월: 보건복지부 국립보건원 훈련부 교학과 보건연구관
- 2000년 7월~2001년 3월: 보건복지부 국립보건원 전염병개선사업 추진반 보건연구관
- 2001년 3월~2001년 10월 보건복지부 국립보건원 전염병관리부 전염병정보관리과 보건연구관
- 2001년 3월~2001년 10월: 보건복지부 국립보건원 보건복지연수부 교학과 보건연구관
- 2001년 10월~2001년 11월: 보건복지부 국립보건원 뉴테러대비TF팀 보건연구관
- 2001년 11월~2002년 3월: 보건복지부 국립보건원 보건복지연수부 교학과 보건연구관
- 2002년 3월~2003년 12월: 보건복지부 국립보건원 전염병관리부 전염병정보관리과장
- 2003년 12월: 보건복지부 국립보건원 질병조사감시부 전염병정보관리과장
- 2003년 12월~2004년 1월: 보건복지부 국립보건원 질병조사감시부 만성병조사과장
- 2004년 1월~2005년 10월: 보건복지부 질병관리본부 질병조사감시부 만성병조사과장
- 2005년 10월~2007년 2월: 보건복지부 보건의료정책본부 혈액장기팀장
- 2007년 2월~2007년 5월: 보건복지부 보건의료정책본부 질병관리팀장
- 2007년 5월~2008년 2월: 보건복지부 보건의료정책본부 질병정책팀장
- 2008년 3월~2010년 3월: 보건복지가족부 건강정책국 질병정책과장
- 2010년 3월~2010년 11월: 보건복지부 건강정책국 질병정책과장
- 2010년 11월: 보건복지부 보건산업정책국 보건산업기술과 과장
- 2012년 7월: 보건복지부 응급의료과 과장
- 2014년 2월: 질병관리본부 만성질환관리과 과장
- 2014년 3월: 질병관리본부 질병예방센터 센터장
- 2016년 1월~2017년 7월: 질병관리본부 긴급상황센터 센터장[1]
- 2017년 7월~2020년 9월: 제7대 질병관리본부 본부장
- 2020년 9월~2022년 5월: 초대 질병관리청장
- 2022년 10월~2025년 7월: 분당서울대학교병원 공공의료본부 감염병정책연구위원
- 2023년 9월~2025년 7월: 서울대학교 의과대학 의학과 기금교수
- 2023년 9월~2025년 7월: 서울대학교병원 가정의학과 임상교수(기금)
- 2025년 4월~2025년 6월: 제21대 대통령 선거 더불어민주당 이재명 대통령 후보 진짜 대한민국 선거대책위원회 총괄선거대책위원장
- 2025년 7월~: 제27대 보건복지부 장관

## 수상
- 2020년 - BBC 올해의 여성 100인
- 2020년 - 타임지 선정 세계에서 가장 영향력 있는 100인[6]